# 法比亚诺·梅迪纳·达·席尔瓦
法比亚诺·梅迪纳·达·席尔瓦 （Fabiano Medina da Silva，1982年1月18日—），是一名巴西职业足球运动员，司职后卫，现效力于中国足球超级联赛球会山东鲁能泰山。

## 职业生涯
法比亚诺出道于巴西的维多利亚体育俱乐部，2001年转会到意大利的亚特兰大足球俱乐部，之后效力于多个意大利足球俱乐部，2011年中期，法比亚诺加盟中超球队山东鲁能泰山。